# Odenwald-Quarz

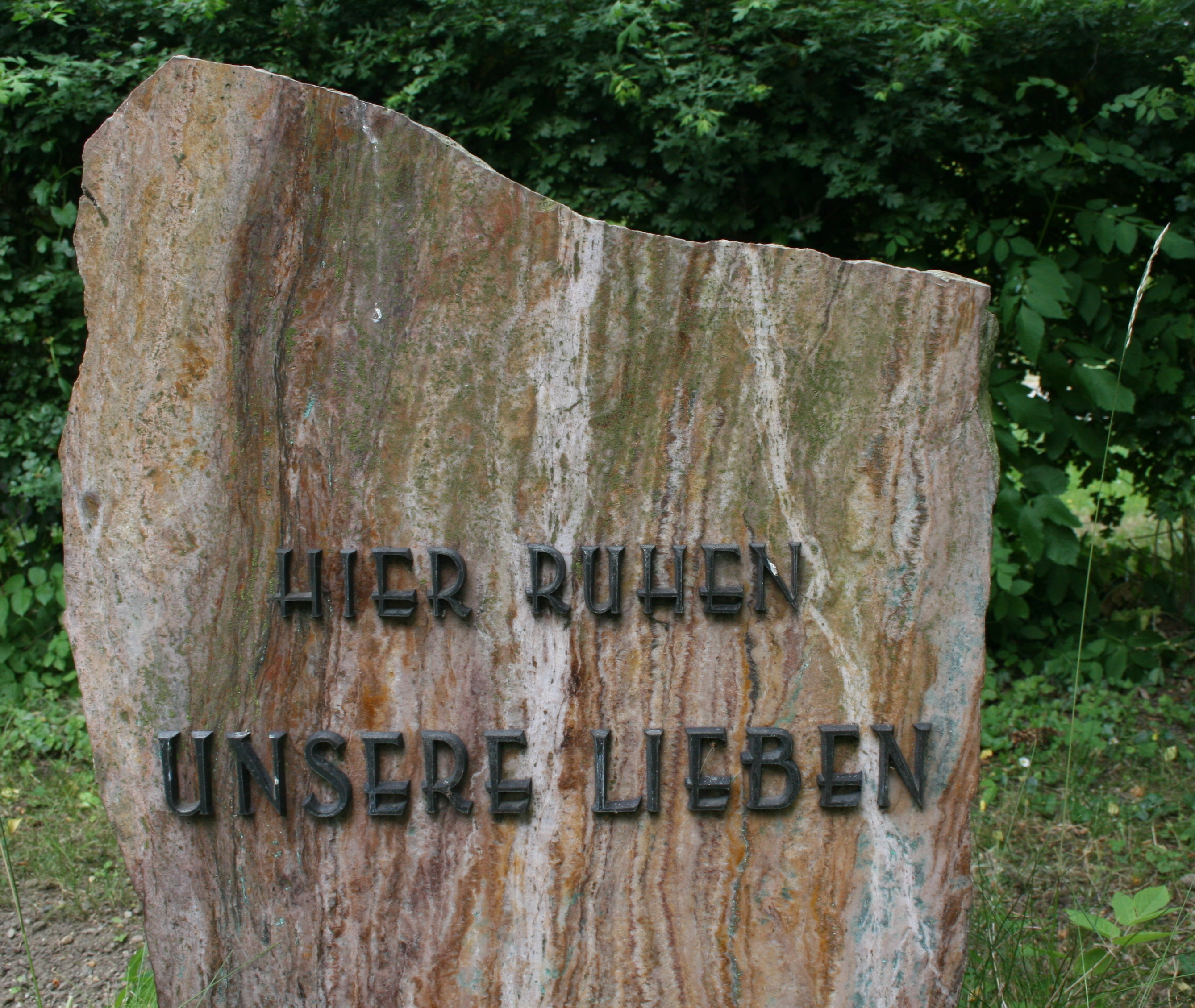
Nahezu auf jedem Friedhof der alten Bundesrepublik befinden sich Grabsteine aus Odenwald-Quarz

Der Odenwald-Quarz wird in der Nähe der Ortschaft Reichenbach im Odenwald an der Bergstraße im Odenwald in Steinbrüchen abgebaut. Der historisch bekannteste Abbauort am Hügel Borstein steht zum Teil nach Einstellung des Abbaus  unter Naturschutz. Durch das Quarzwerk Reichenbach und zwei anderen Betrieben wird die Gewinnung weiterhin an anderen Stellen fortgesetzt. Solche befinden sich am Borstein, Hohenstein und Katzenstein. Es gibt insgesamt fünf Hauptgänge dieses in Deutschland farbenreichsten Gesteinsvorkommens, das als Natursteinwerkstein gehandelt wird.

## Namen
Aufgrund der Vielfalt des Odenwald-Quarzes gibt es zahlreiche Handelsnamen, entweder aufgrund regionaler Bezüge wie Reichenbacher-Quarz und Borstein-Quarz oder auch gesteinskundlich falsche Bezeichnungen wie «Odenwald-Quarzit», «Rosenquarzit» oder «Rosenquarz» benannt. Ein extrem dunkelbrauner Typ des Odenwald-Quarz, der bei Balzenbach gefunden wurde, bildete partiell spitz aufeinander zulaufende zähneartige Texturen und wird Odenwald Tigré genannt.

## Vorkommen
Es handelt sich um kleine regional begrenzte Vorkommen. Die fünf Hauptgänge im Odenwald verlaufen von Auerbach über Reichenbach bis Reichelsheim, Gronau bis Knoden, Heppenheim und Fürth, Laudenbach bis Rimbach und von Hemsbach bis Mörlenbach.
Das nördliche Quarz-Vorkommen tritt bei Reichenbach am Borstein und am Felsberg unweit des Parkplatzes Hohenstein an die Oberfläche. Der Gesteinsabbau dieses Quarz-Vorkommens erfolgt in kleinteiligen Rohsteinen, deshalb sind großformatige Objekte nicht herstellbar. Im Gelände sind Quarzgänge aufgrund ihrer Beständigkeit oft freigewittert.
Neben den fünf Hauptgängen dieses Vorkommens, die 5 bis 30 Meter breit sind, gibt es zahllose kleine und kleinste Gänge, die keine Umwandlung durchliefen. Die Quarze der fünf Hauptgänge haben unterschiedliche Farbe, Struktur und Umwandlungsgrad. Heute hat lediglich der nördlichste Gang noch wirtschaftliche Bedeutung.

## Geologie

### Übersicht
Dieses Quarzvorkommen kommt als Gangquarz vor. Es entstand aus Schwerspat (Baryt) in die später Lösungen von Quarz eindrangen und diesen ersetzen (Quarzanteil > 95 %). Odenwald-Quarz ist eine gangförmige Quarzlagerstätte, dessen Barytvorkommen primär vermutlich in der Trias entstand und sekundär im Tertiär vor etwa 30 Millionen Jahren umgewandelt wurde. Der genaue Zeitraum der Verkieselung des ehemaligen Barytgangs ist nicht bekannt.

### Gesteinsbeschreibung
Die Komponenten des Odenwald-Quarz setzen sich aus mehr als 95 Prozent Quarz und etwa 2 Prozent opaken (undurchsichtigen) Mineralen zusammen. Die Größe der Quarzkörner schwankt zwischen 0,1 und 4 Millimeter. Odenwald-Quarz hat ein hohes Porenvolumen von etwa 10 Prozent, wobei Hohlräume von 1 bis 20 Millimeter als Folge einer unvollkommenen Metasomatose entstanden. Odenwald-Quarz ist chemisch resistent und zählt wegen seines hohen Quarzgehalts zu den härtesten (Mohshärte: 7) Hartgesteinen, die sich nahezu nur maschinell und kaum handwerklich bearbeiten lassen.
Die Farbe schwankt zwischen braun bis dunkelbraun, hellbraun, gelblichrot, rötlichgelb, rötlichgelblich, grünlich und bläulich. Die Farbveränderungen des Gesteins, außer bei grünlich und bläulich, resultieren aus den unterschiedlichen Anreicherungen von Erzmineralen. Gelbe und rote Farben werden durch Beimengungen von Eisenmineralen verursacht, wobei die gelben und braunen Gesteins-Varianten durch das in den Ursprungsgesteinen vorhandene Mineral Limonit verursacht werden. Im Vorkommen am Borstein kommt die relativ seltene grüne Farbe im Gestein vor, die aus Malachit besteht und die Blaufärbung wird durch Azurit verursacht. Beide Minerale zählen zu der Carbonatklasse.
Odenwald-Quarz ist eines der farbenreichsten Gesteine. Seine Textur ist richtungslos körnig und es sind stängelige Strukturen vorhanden, die in den meisten Fällen den Eindruck einer Parallelstruktur vermitteln.

Farbvarianten des Odenwald-Quarz
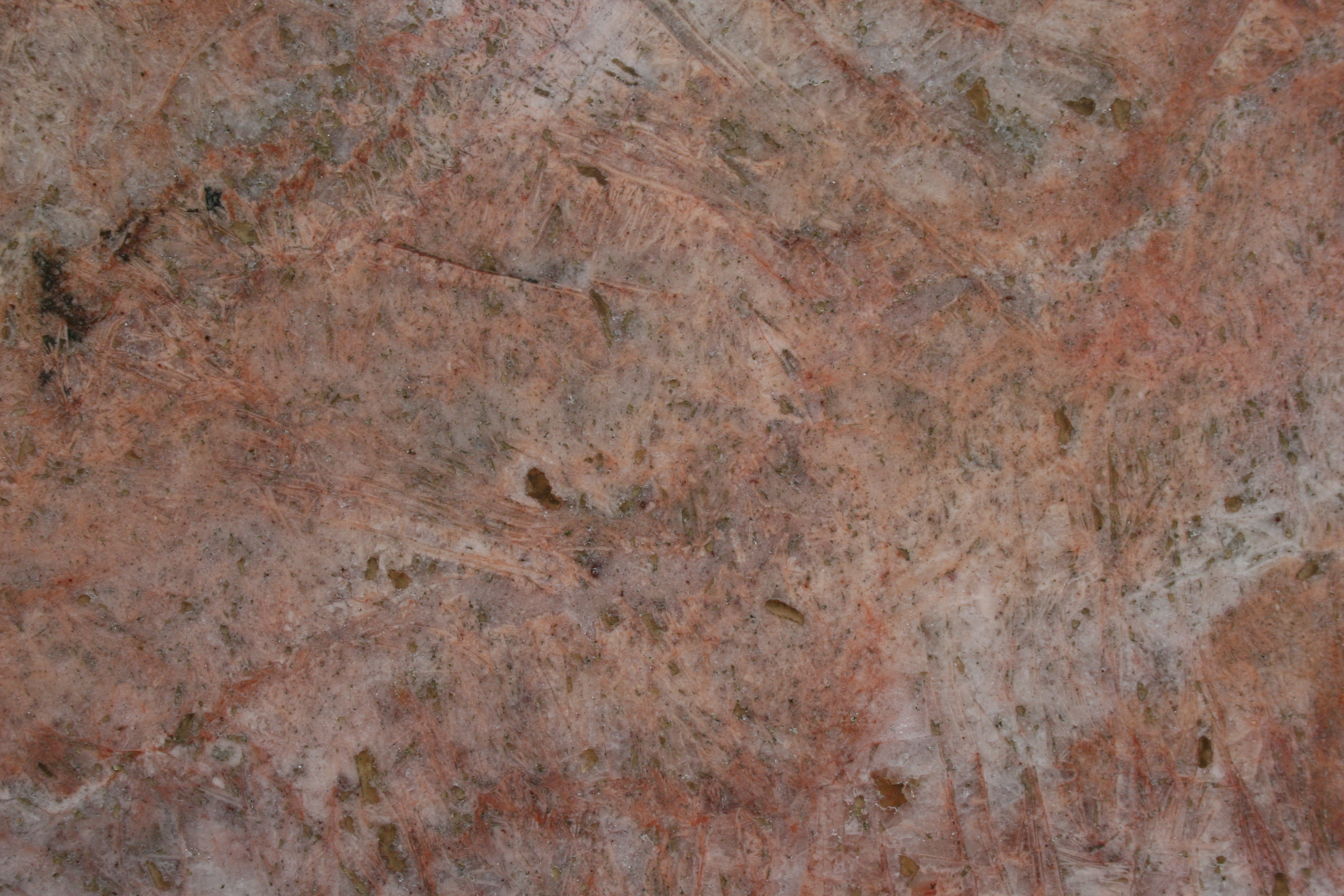
Muster: Odenwald-Quarz Rot (8 × 6 cm). Oberfläche poliert
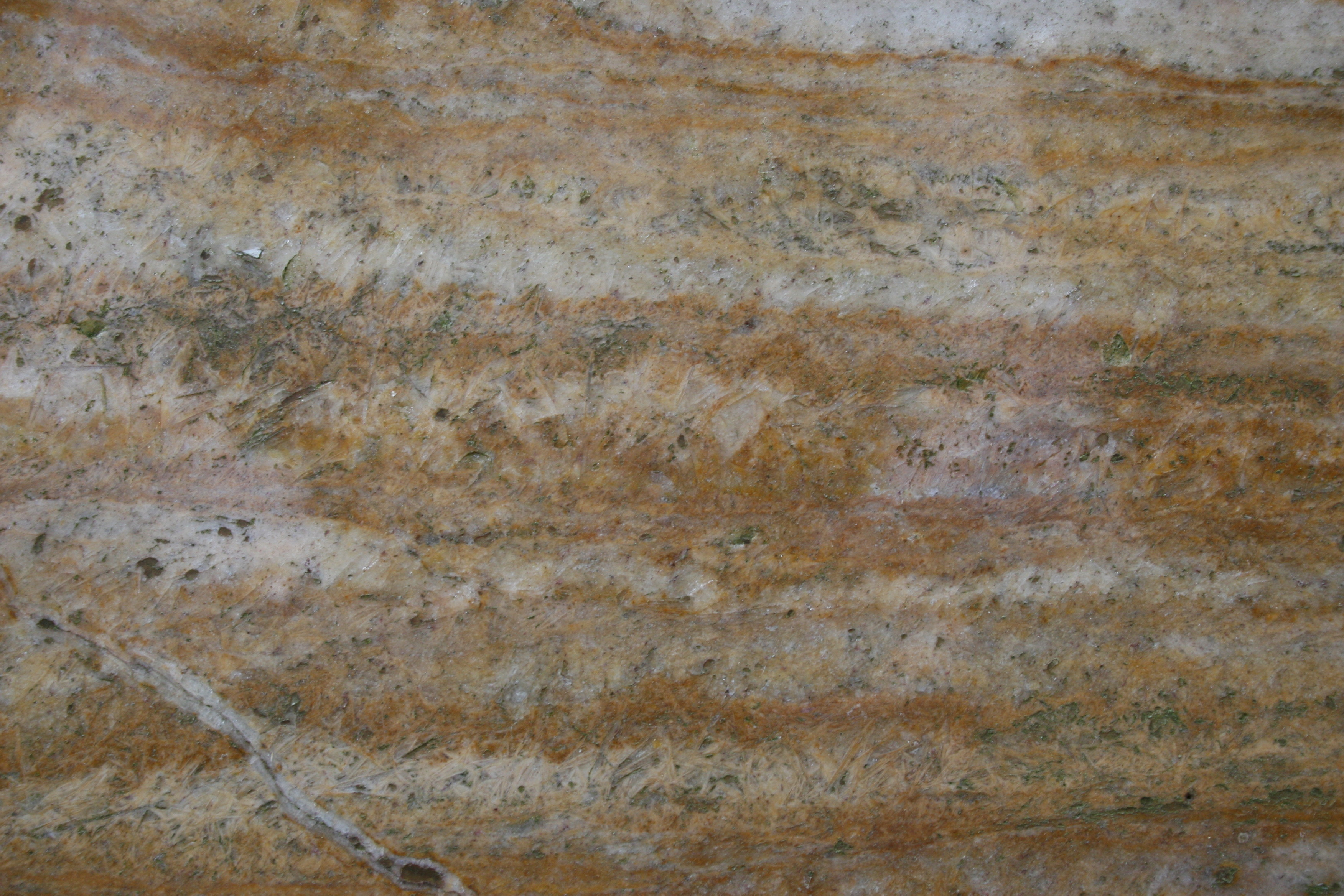
Muster: Odenwald-Quarz Braun (10 × 8 cm). Oberfläche poliert
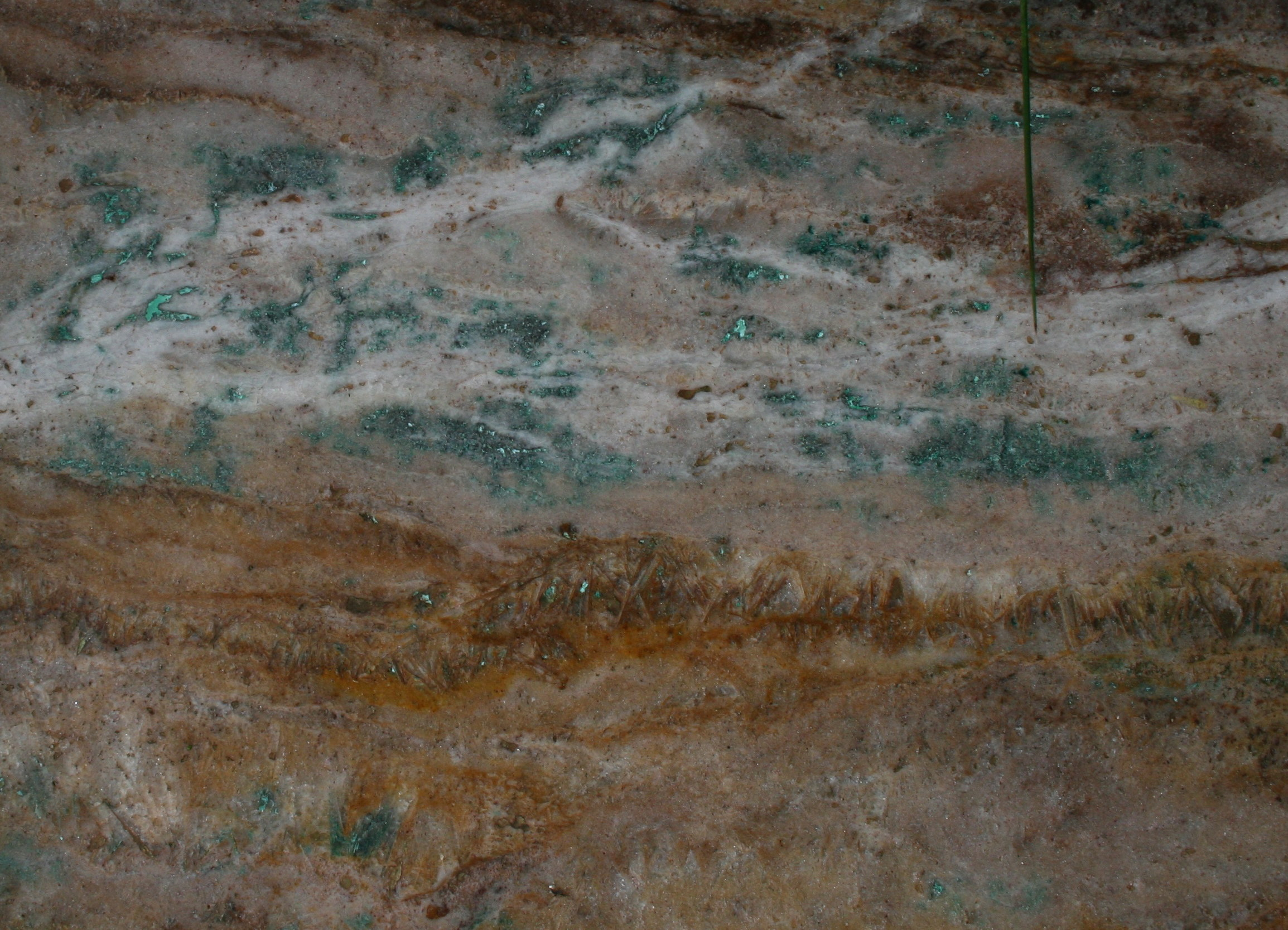
Odenwald-Quarzit: Rot, Braun, Grün in einem Muster (10 × 8 cm). Oberfläche poliert
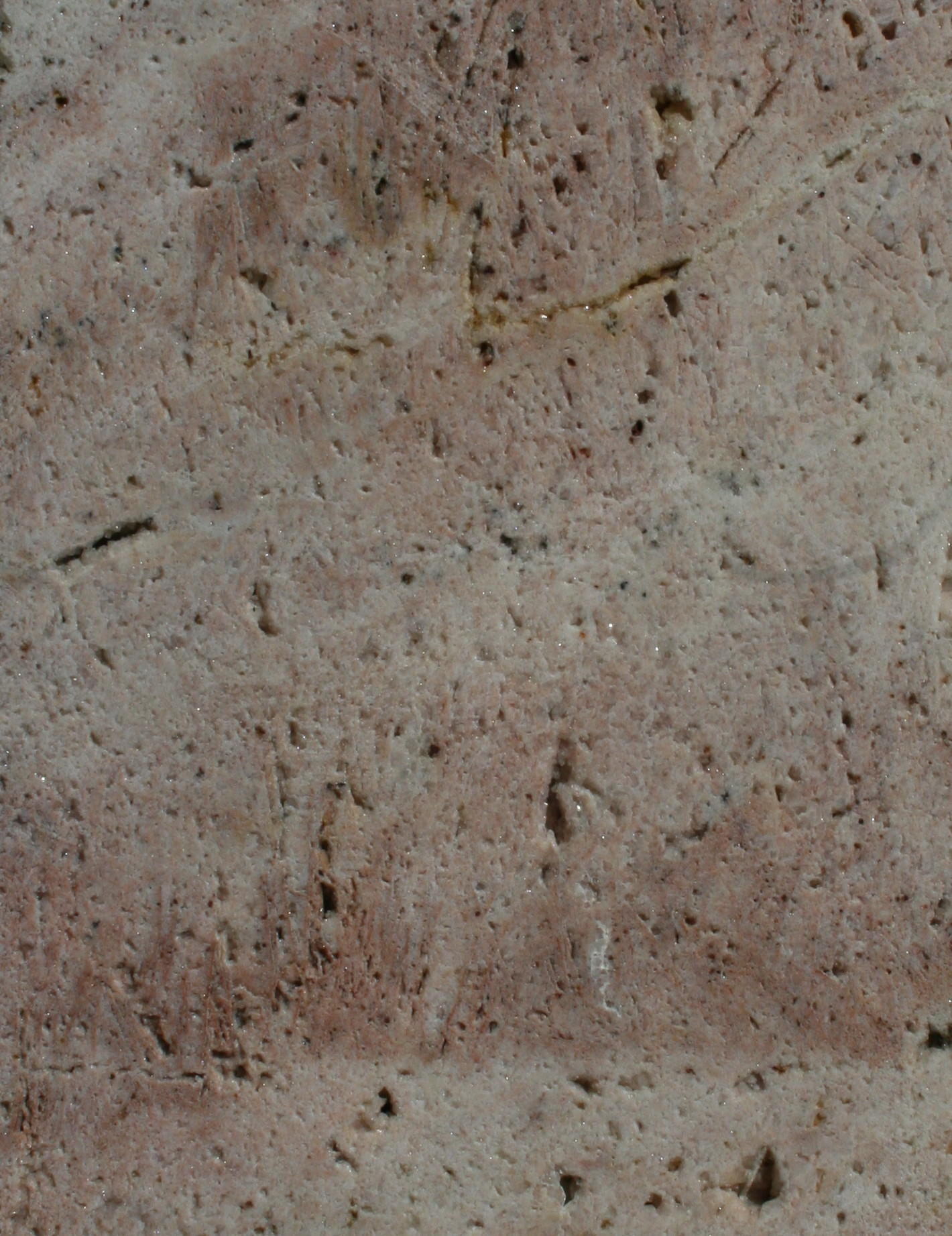
Muster: Odenwald-Quarz (9 × 12 cm). Oberfläche sägerau

## Verwendung
Odenwald-Quarz ist sehr verwitterungsbeständig, frostfest und polierfähig. Bei Verwendung als Naturstein werden die offenen Poren häufig zugespachtelt. Die Politur schwindet auch in langen Zeiträumen kaum. Verwendet wurde dieser Quarz vor allem überregional für Grabmale, Mühlsteine, Gartengestaltungen und regional für Natursteinmauerwerke. Grabmale aus Odenwald-Quarz befinden sich sehr häufig als vereinzelter kleiner Grabstein auf deutschen Friedhöfen, zahlreiche Beispiele befinden sich auf dem Friedhof Schenklengsfeld in der Nähe von Bad Hersfeld. Nach Aussagen eines Steinbruchbetreiber sind Rohblöcke von maximal 5 m³ im Einzelfall gewinnbar und daraus sind Steinlängen bis maximal 1,80 m möglich.
Odenwald-Quarz wurde früher auch in die Benelux-Länder exportiert.